# Щиро твій
Щиро твій  (англ. Affectionately Yours) — американська комедійна мелодрама режисера Ллойда Бекона 1941 року.

## Сюжет
Призначення одруженого репортера несуть його по всьому світу, що надає можливість зустрічатись з місцевими жінками. Але в Лісабоні під час останнього «завоювання» він одержує звістку, що його дружина знайшла іншого чоловіка і розлучається з ним. У паніці він прямує назад в США, щоб спробувати навести порядок, але дівчина з Лісабона прямує за репортером, вирішивши скористатися ситуацією.

## У ролях
- Мерль Оберон — Сью Мейберрі
- Денніс Морган — «Рікі» Мейберрі
- Ріта Хейворт — Ірен Малкольм
- Ральф Белламі — Оуен Райт
- Джордж Тобіаш — Паша
- Джеймс Глісон — «Чет» Філліпс
- Хетті МакДеніел — Синтія, кухарка Сью
- Джером Кауен — «Пеппі» Каллен
- Рені Ріано — місіс Снелл
- Френк Вілкокс — Том «Томмі»
- Грейс Стеффорд — «Чікі» Андерсон